# 김수현 (1997년)
김수현(한국 한자: 金秀弦, 1997년 6월 2일 ~ )은 대한민국의 축구 선수이며, 포지션은 공격수이다.